# باغ‌وحش تورنتو
باغ‌وحش تورنتو (به انگلیسی: Toronto Zoo) باغ وحشی است که در شهر تورنتو کانادا قرار دارد. بنیان‌گذار اصلی آن Mr. Hugh A. Crothers، کارخانه‌دار موفق کانادایی بود که در سال ۱۹۹۶ اولین رئیس The Metro Toronto Zoological Society شد. این باغ وحش در تاریخ ۱۵ اوت ۱۹۷۵ با نام Metropolitan Toronto Zoo گشایش یافت و به سومین باغ وحش بزرگ دنیا تبدیل شد. امروزه مالک آن City of Toronto است، و در سال ۱۹۹۸ وقتی که شهرهای Municipality of Metropolitan Toronto ادغام شدند و تورنتو کنونی را به وجود آوردن، کلمه Metropolitan از نام آن حذف شد. این باغ وحش در تمام روزهای سال به غیر از ۲۵ دسامبر باز است.

## نگارخانه

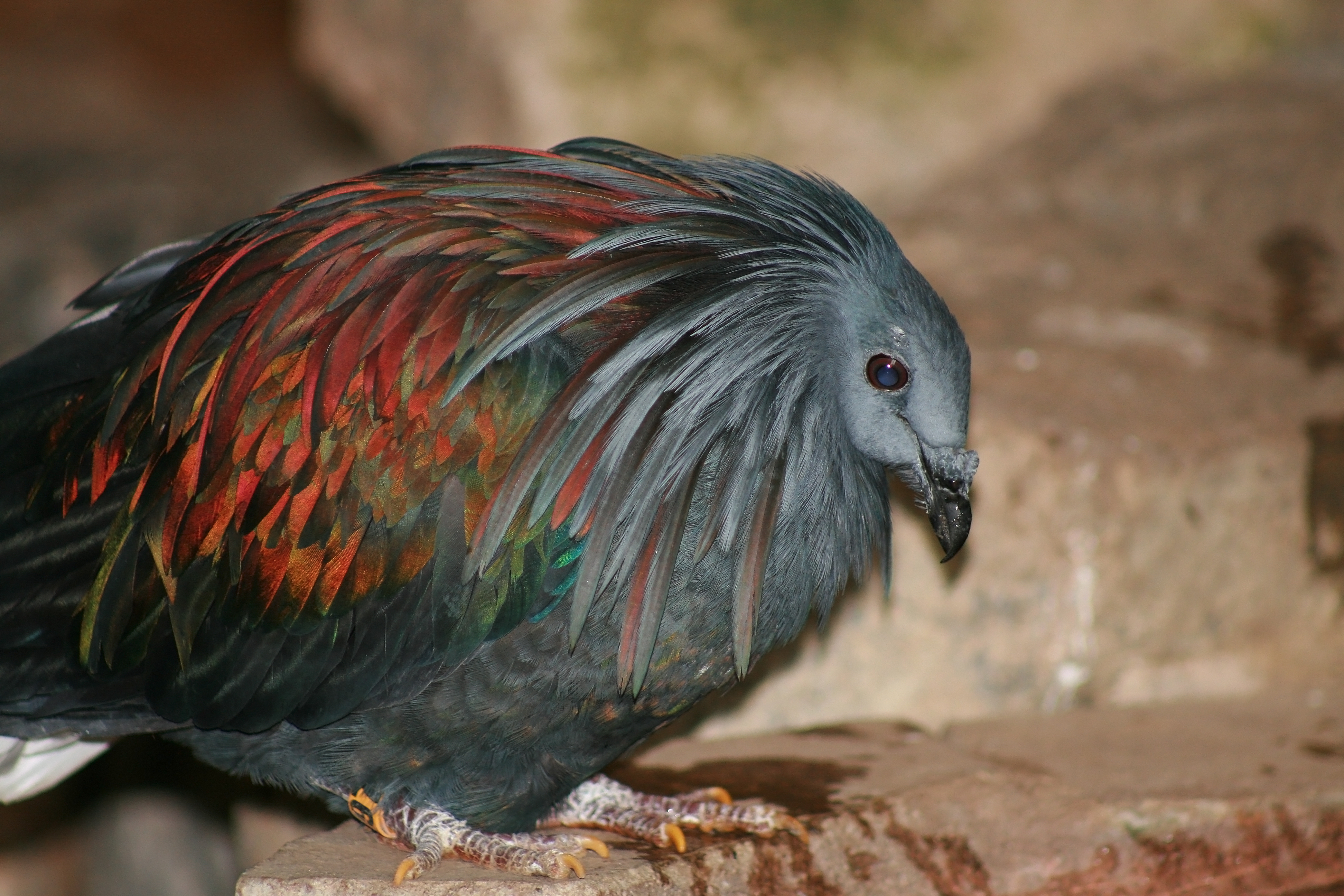
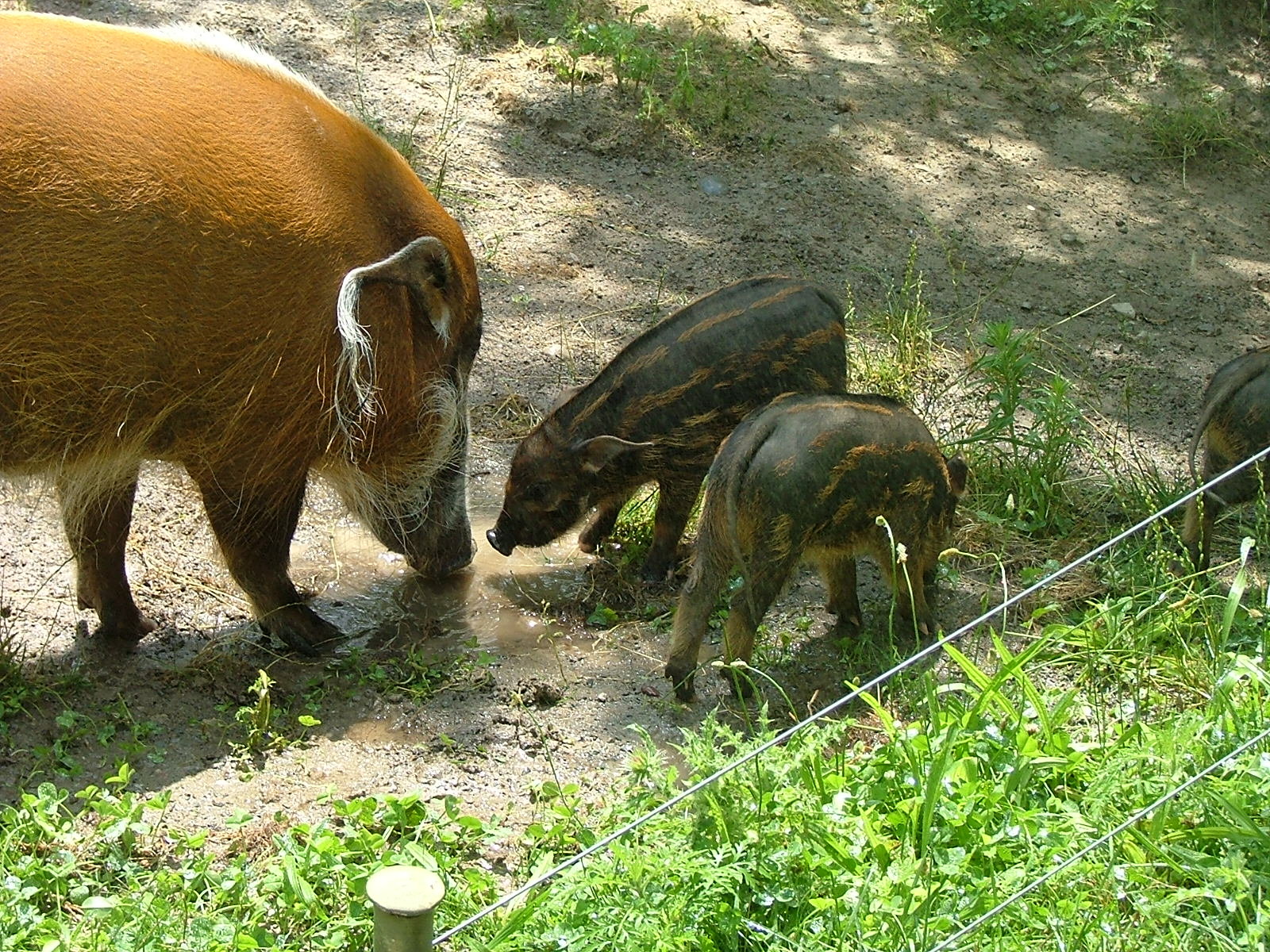
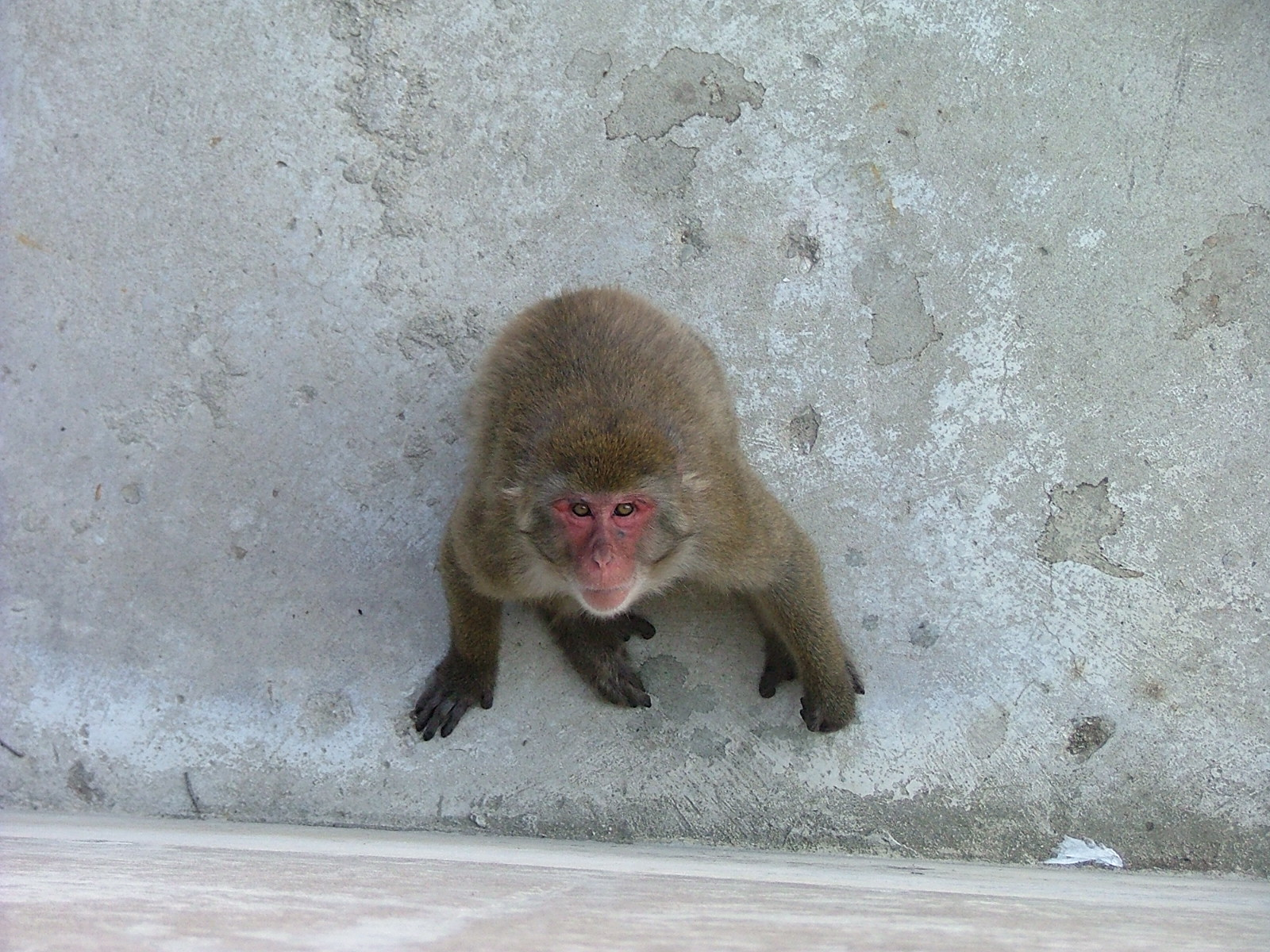